# Bematistes flava
Bematistes flava är en fjärilsart som beskrevs av Le Doux 1931. Bematistes flava ingår i släktet Bematistes och familjen praktfjärilar. Inga underarter finns listade i Catalogue of Life.